# 帯広大谷高等学校
帯広大谷高等学校（おびひろおおたにこうとうがっこう、Obihiro Ohtani High School）は、北海道帯広市にある私立の高等学校である。学校法人帯広大谷学園が運営している。全日制普通科。

## 概要
- 帯広大谷高等学校には、大学受験に対応した「文理コース」と推薦での進学・就職に対応した「普通コース」がある。
- 課外講座（7校時）は、大学受験、上級の検定試験対策、基礎学力養成のため講座を開設している。

## 学校目標
1. 思いやりと感謝の心を持ち、いのちの尊さを大切にする、情操豊かな人になろう。
2. 自己を正しく見つめ、個性と独立心に富み、目標に向かって努力する人になろう。
3. 真実を追求し、勇気と情熱を持った、次代を担う人になろう。

## 沿革
- 1922年 - 大谷派本願寺北海道寺務出張所長安田力主唱の下に、帯広別院崇敬部下、殊に十勝第14組（現17・18組）僧侶が親鸞聖人立教開宗700年記念事業として帯広大谷女学校開設につき周旋の労をとる。
- 1923年 - 設立認可。帯広尋常高等小学校旧校舎を仮校舎とし、第１回入学式を挙行。その後帯広市西4条20丁目に新校舎を新築落成し、開校式を挙ぐ。爾来数回の増築を加える。
- 1925年 - 帯広大谷高等女学校に昇格。各種教室新築着手。
- 1926年 - 第1回高等女学校卒業式を挙行。24名が卒業。
- 1927年 - 補習科開設（小学校教諭資格取得）。
- 1928年 - 補修科第1回生14名卒業 。
- 1929年 - 校旗制定。

寄宿舎竣工、その後数回増築する。 
- 1930年 - 熊本第五高等学校教授八波則吉に委嘱中の校歌制定される。
- 1932年 - 帯広大谷高等家政女学校を併設。
- 1935年 - 創立10周年記念式挙行。総合運動場完成。4教室、東側昇降口増築竣工。
- 1938年 - 寄宿舎増築完成。
- 1941年 - 8教室、生徒昇降口、衛生室、当直室、便所増築落成。
- 1942年 - 講堂増築竣工。
- 1943年 - 帯広大谷高等家政女学校満10周年記念式挙行。
- 1944年 - 本校校舎軍公用のため北海道庁立帯広女学校校舎借用、同校と二部教授を行う。財団法人帯広大谷学園に組織変更。
- 1945年 - 帯広大谷高等女学校満20周年記念式挙行。終戦と同時に軍接収の校舎返還。本校校舎に復帰 。
- 1947年 - 学制改革により新制帯広大谷中学校附設。
- 1948年 - 学制改革により新制帯広大谷高等学校創立。これにより中学校、高校と6カ年教育スタート。
- 1949年 - PTAを中心とする有志の寄付によって教員住宅3棟6戸竣工。
- 1950年 - 創立25周年記念式挙行。帯広大谷学園同窓会発足。
- 1951年 - 学校法人帯広大谷学園に組織変更。
- 1952年 - 洋裁専攻科設置。
- 1955年 - 創立30周年記念式挙行。図書館、被服室・正面玄関が完成し、併せて旧本館を改築する。
- 1956年 - 帯広大谷幼稚園を開設。
- 1957年 - 2教室、調理室、化学実験室、生物教室完成。後増改築進む。
- 1959年 - 新寄宿舎竣工（帯広市西3条20丁目に移転。体育館新築。
- 1960年 - 帯広大谷短期大学開学。
- 1963年 - 創立40周年記念式典挙行。
- 1965年 - 帯広大谷中学校生徒募集停止 。
- 1968年 - 創立45周年記念式典挙行。
- 1977年 - 高校新築移転（現在地）。
- 1983年 - 創立60周年記念式典並びに祝賀会挙行。
- 1986年 - 高校校舎が帯広市都市景観賞を受ける。
- 1993年 - 一部男女共学制導入。創立70周年記念式並びに祝賀会挙行、新教育体制スタート。「文理コース（男女共学）」「普通コース（女子単学）」を設置。新校歌、新制服を制定。「教育の指針」「教育目標」「学校目標」を設定。
- 1995年 - 「文理コース（男女共学）」「普通コース（男女共学）」「総合コース（女子単学）」の3コース制導入 。
- 1997年 - 全面男女共学制導入。「文理コース」「普通コース」で募集し2年生から「文理・普通・総合コース」の3コース制とする。第2体育館竣工。
- 1999年 - 第1回海外修学旅行（アメリカ合衆国ハワイ州）。施設整備事業（校舎改修）実施 。
- 2000年 - 屋外整備事業（野球・サッカー・ソフトボール場）実施。
- 2001年 - 第二次新教育体制スタート。完全週休二日制実施。3期制を2期制（前期・後期制）へ移行。自由選択科目設置。
- 2002年 - 施設整備事業（校舎改修）実施。真宗大谷派北海道教区第17組・18組寺院による菩提樹奨学基金創設。
- 2003年 - 創立80周年記念式典並びに祝賀会挙行。施設整備事業（中庭整備・駐輪場増設・校舎改修）実施。

## 部活動
| 運動部 - 野球部 - 全国高等学校野球選手権大会（夏）に1回出場。（2013年〈第95回〉） - バレーボール部 - 全日本バレーボール高等学校選手権大会（春高）に1回出場。 - 男子バスケットボール部 - 女子バスケットボール部 - バドミントン部 - ソフトテニス部 - 硬式テニス部 - 男子サッカー部 - 女子サッカー部 - 陸上競技部 - 柔道部 - ソフトボール部 - 高校総体に2回出場。 - 卓球部 - 山岳部 - 水泳同好会 - 弓道部 - カヌー部 | 文化部 - 演劇部 - 書道部 - 華道部 - 茶道部 - 吹奏楽部 - 料理研究部 - 写真部 - イラスト部 - 美術部 - ボランティア部 - 軽音楽部 - 放送局 - 図書局 - 新聞局 |

## 略称
略称は、「大谷」と呼ばれることが多いが、「ジャン高」と呼ばれることもある。由来としては、昔の制服がジャンパースカートだったから、ジャン＝雀（すずめ）から、本学生がスズメのようにうるさいまたは元気であることから、朝礼のドラの音の「ジャーン」から等、諸説ある。

## 著名な出身者
- 杉浦稔大（プロ野球選手）
- 吉田晴香（ファッションモデル）
- 鎌田有芽（バスケットボール選手）
- 河﨑秋子 (小説家)

## 系列校
- 帯広大谷短期大学
- 音更大谷幼稚園